# Ptocasius kinhi
Ptocasius kinhi là một loài nhện trong họ Salticidae.
Loài này thuộc chi Ptocasius. Ptocasius kinhi được Marek Żabka miêu tả năm 1985.